# Бреаль-су-Монфор
Бреаль-су-Монфор (фр. Bréal-sous-Montfort) — коммуна на северо-западе Франции, находится в регионе Бретань, департамент Иль и Вилен, округ Ренн, кантон Ле-Рё. Расположена в 16 км к западу от Ренна. Через территорию коммуны проходит национальная автомагистраль N24.
Население (2018) — 6 262 человека. 

## Достопримечательности
- Церковь Святого Мало  XVII века, перестроенная в XIX веке
- Шато Молан XVIII века
- Шато ла От-Форе XIX века

## Экономика
Структура занятости населения:
- сельское хозяйство — 3,2 %
- промышленность — 13,4 %
- строительство — 9,9 %
- торговля, транспорт и сфера услуг — 43,5 %
- государственные и муниципальные службы — 30,0 %

Уровень безработицы (2018) — 6,1 % (Франция в целом —  13,4 %, департамент Иль и Вилен — 10,4 %). 

Среднегодовой доход на 1 человека, евро (2018) — 22 870 (Франция в целом — 21 730, департамент Иль и Вилен — 22 230).

## Демография
Динамика численности населения, чел.

## Культура
В Бреаль-су-Монфоре с 2008 года в последние выходные августа проходит музыкальный фестиваль короля Артура, в рамках которого проводятся ярмарка произведений местных ремесленников, средневековые развлечения (пожиратели огня, ходули, традиционные бретонские игры) и концерты музыкантов разных стилей (рэп, электро, рок, регги). 

## Администрация
Пост мэра Бреаль-су-Монфора с 2012 года занимает Бернар Эторе (Bernard Ethoré). На муниципальных выборах 2020 года возглавляемый им правый список был единственным.
| Период | Период | Фамилия             | Партия        | Примечания                                        |
| ------ | ------ | ------------------- | ------------- | ------------------------------------------------- |
| 1974   | 1978   | Жан Боссар          |               |                                                   |
| 1978   | 1983   | Франсуа дю Бобериль | Разные правые |                                                   |
| 1983   | 2014   | Жозеф Дюран         | Разные правые | фермер                                            |
| 2014   |        | Бернар Эторе        | Разные правые | бывший руководящий работник автомобильной отрасли |

## Галерея

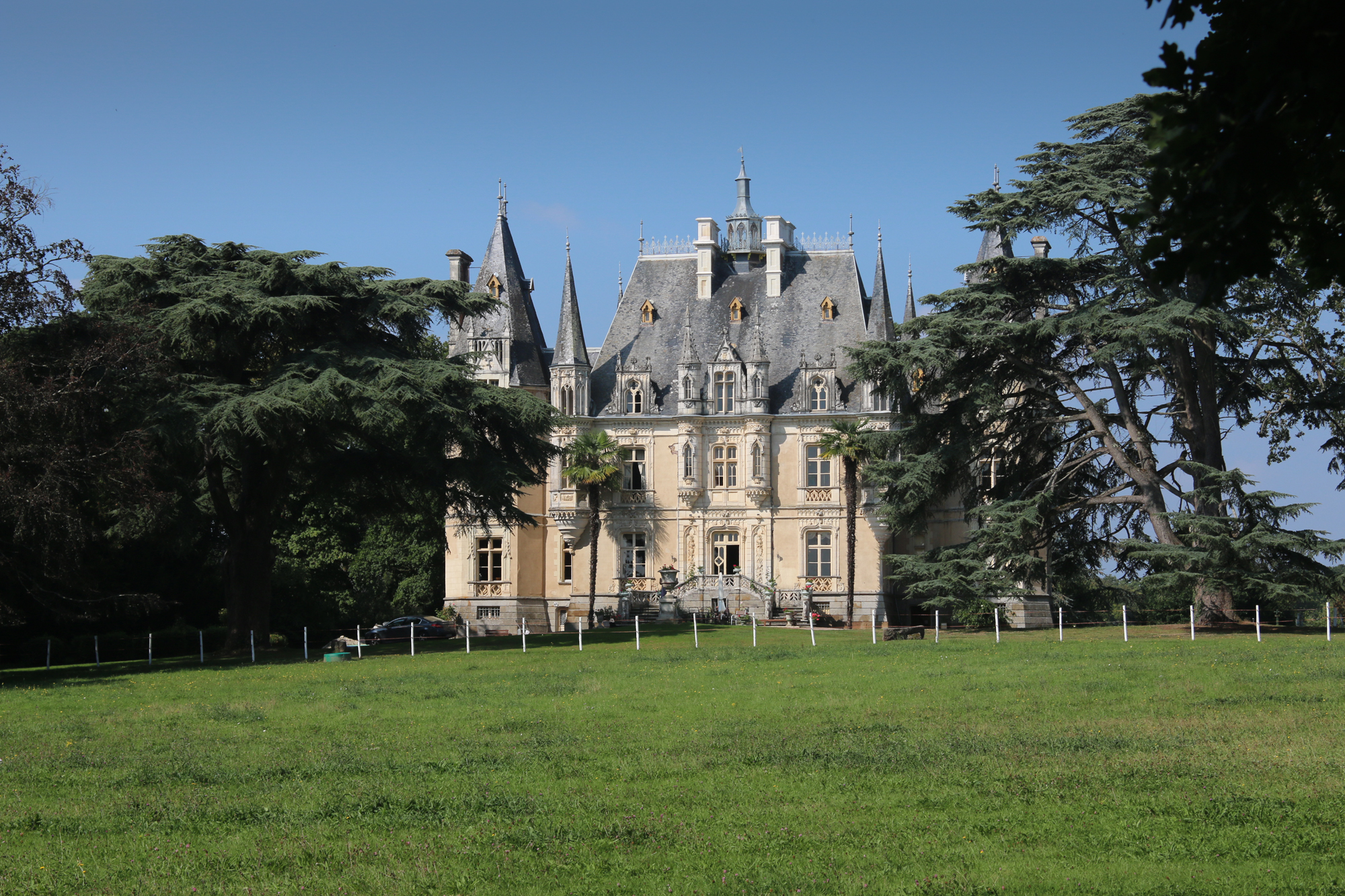
Шато ла От-Форе
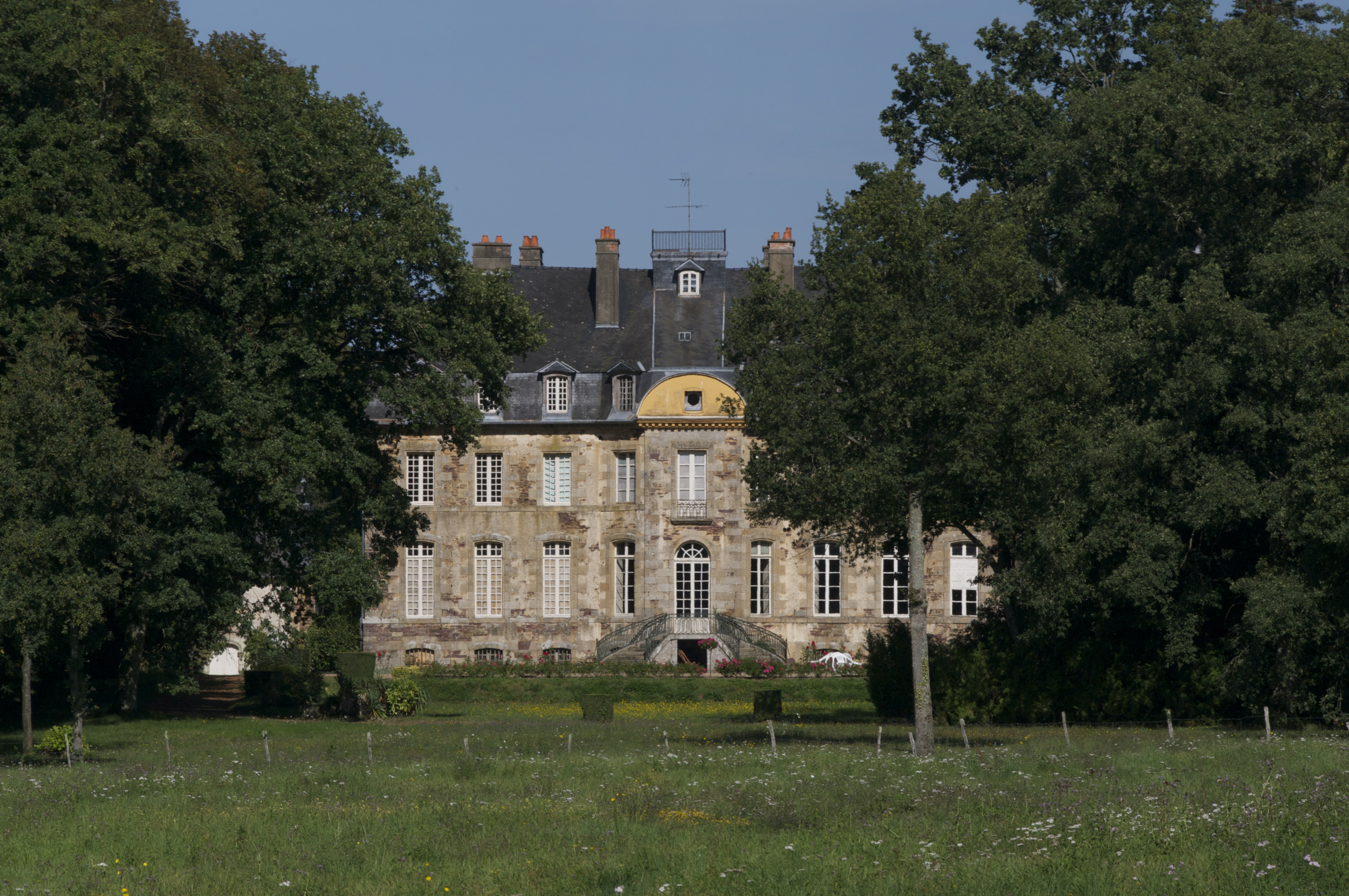
Шато Молан
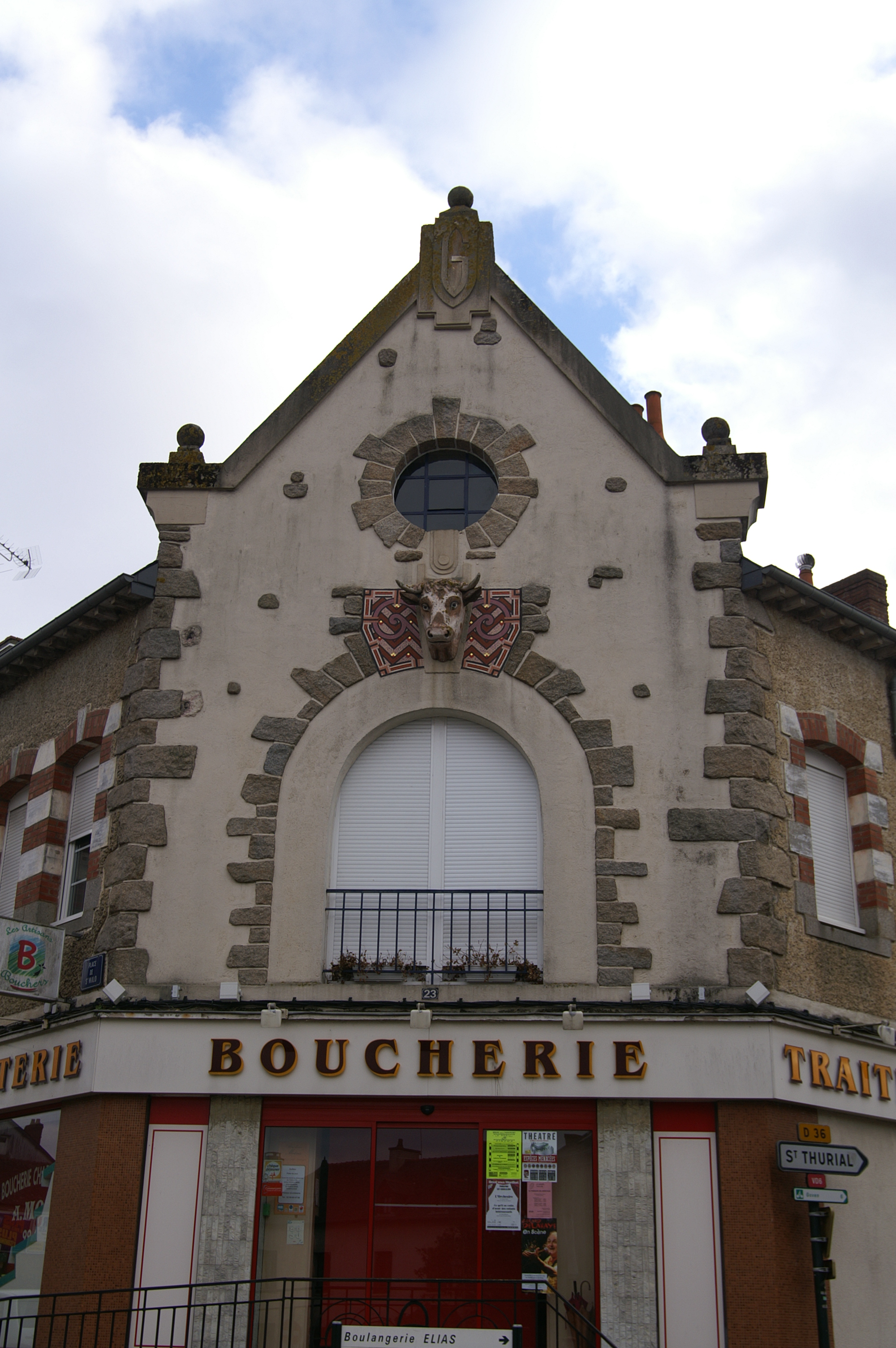
Здание мясной лавки с оригинальной мозаикой